# Frankenwall 3 (Stralsund)

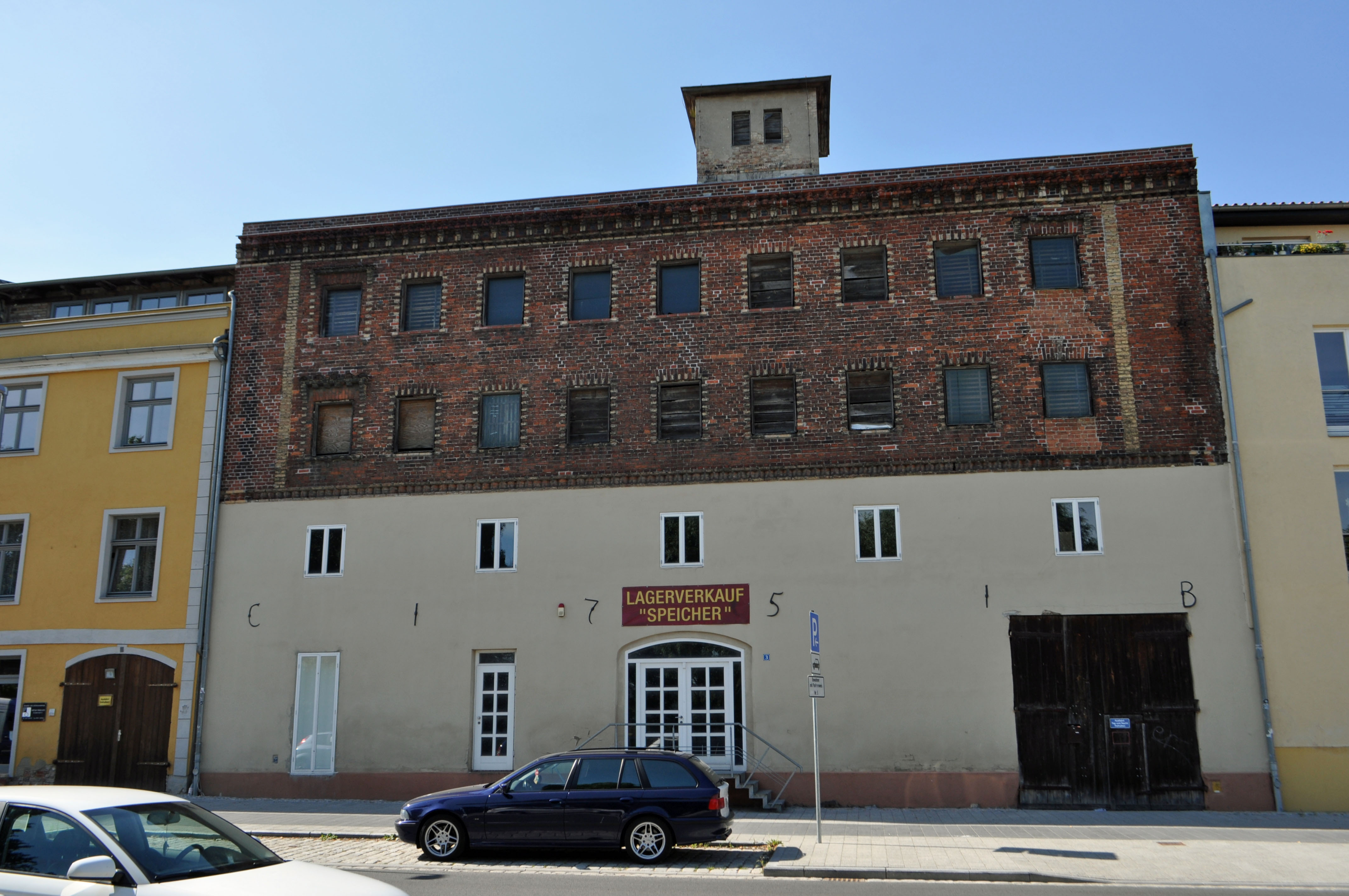
Das Haus Frankenwall 3 in Stralsund (2011)

Das Gebäude mit der postalischen Adresse Frankenwall 3 ist ein denkmalgeschütztes Bauwerk am Frankenwall in Stralsund.
Das ursprünglich zweigeschossige Gebäude wurde im Jahr 1751 als Speicher errichtet.
Im späten 19. Jahrhundert wurde das Gebäude um zwei Geschosse erweitert. In den Obergeschossen prägen neun Fensterachsen die Fassade.
Das Haus liegt im Kerngebiet des von der UNESCO als Weltkulturerbe anerkannten Stadtgebietes des Kulturgutes „Historische Altstädte Stralsund und Wismar“. In die Liste der Baudenkmale in Stralsund ist es mit der Nummer 256 eingetragen.